# اوسازه اورهگید
اوسازه اورهگید (انگلیسی: Osaze Urhoghide؛ زادهٔ ۴ ژوئیهٔ ۲۰۰۰) بازیکن فوتبال است.
از باشگاه‌هایی که در آن بازی کرده‌است می‌توان به باشگاه فوتبال ای‌اف‌سی ویمبلدون اشاره کرد.